# Josef Hušbauer
Josef Hušbauer (Hradištko, 16 de marzo de 1990) es un futbolista checo que juega de centrocampista en el Ypsonas FC de la Segunda División de Chipre.

## Selección nacional
Hušbauer debutó con la selección de fútbol de la República Checa en 2012 en un amistoso frente a la selección de fútbol de Ucrania, que terminó con empate a cero. Marcó su primer gol en un empate a dos en un amistoso frente a la selección de fútbol de Finlandia.

## Clubes
| Club                      | País            | Año       |
| ------------------------- | --------------- | --------- |
| F. C. Vysočina Jihlava    | República Checa | 2008      |
| F. K. Viktoria Žižkov     | República Checa | 2008-2010 |
| 1. F. K. Příbram (cedido) | República Checa | 2009-2010 |
| F. C. Baník Ostrava       | República Checa | 2010-2011 |
| A. C. Sparta Praga        | República Checa | 2011-2015 |
| Cagliari Calcio (cedido)  | Italia          | 2015      |
| S. K. Slavia Praga        | República Checa | 2016-2020 |
| Dinamo Dresde (cedido)    | Alemania        | 2020      |
| Anorthosis Famagusta      | Chipre          | 2020-2022 |
| Karmiotissa Polemidion    | Chipre          | 2022      |
| Ypsonas FC                | Chipre          | 2023-     |

## Palmarés

### Títulos nacionales
| Título                               | Club                 | País            | Año  |
| ------------------------------------ | -------------------- | --------------- | ---- |
| Liga de Fútbol de la República Checa | A. C. Sparta Praga   | República Checa | 2014 |
| Copa de la República Checa           | A. C. Sparta Praga   | República Checa | 2014 |
| Supercopa de la República Checa      | A. C. Sparta Praga   | República Checa | 2014 |
| Liga de Fútbol de la República Checa | S. K. Slavia Praga   | República Checa | 2017 |
| Copa de la República Checa           | S. K. Slavia Praga   | República Checa | 2018 |
| Liga de Fútbol de la República Checa | S. K. Slavia Praga   | República Checa | 2019 |
| Copa de la República Checa           | S. K. Slavia Praga   | República Checa | 2019 |
| Copa de Chipre                       | Anorthosis Famagusta | Chipre          | 2021 |